# Elena de Muntenegru
Elena de Muntenegru (n. 8 ianuarie 1873, Cetinje, comuna Cetinje, Muntenegru – d. 28 noiembrie 1952, Montpellier, Franța), a fost fiica regelui Nicolae I Petrović-Njegoš de Muntenegru și a soției lui, Milena Vukotić. De la naștere a purtat titlul de Prințesa Jelena Petrović-Njegoš de Muntenegru. Ca urmare a căsătoriei Jelenei cu regele Victor Emanuel al III-lea al Italiei la 24 octombrie 1896 s-a convertit la catolicism și a devenit regină a Italiei când soțul ei a accedat la tron în 1900.

## Biografie
Și-a influențat soțul să facă lobby în fața prim-ministrului Italiei, Benito Mussolini pentru crearea unui regat independent al Muntenegrului în 1941. În 1943, a obținut eliberarea din închisoarea germană a nepotului ei, Prințul Mihai de Muntenegru și a soției lui, Geneviève. Prințul Mihai a fost luat prizonier după ce a refuzat să devină rege sub protecția Italiei.

## Copii
Regele Victor Emmanuel al III-lea al Italiei și regina Elena au avut 5 copii:
1. Yolanda Margherita Milena Elisabetta Romana Maria (1901-1986), căsătorită cu Giorgio Carlo Calvi, Cobte de Bergolo;
2. Mafalda Maria Elisabetta Anna Romana (1902–1944), căsătorită cu Prințul Filip de Hesse; ea a murit în lagărul de concentrare de la Buchenwald;
3. Umberto Nicola Tommaso Giovanni Maria, mai târziu Umberto II, rege al Italiei (1904–1983) s-a căsătorit cu Prințesa Marie José a Belgiei (după abolirea monarhiei s-au despărțit)
4. Giovanna Elisabetta Antonia Romana Maria (1907–2000), căsătorită cu Boris al III-lea al Bulgariei și mama lui Simeon, rege și mai târziu prim-ministru al Bulgariei.
5. Maria Francesca Anna Romana (1914–2001), căsătorită cu Prințul Luigi de Bourbon-Parma.

## Galerie de imagini

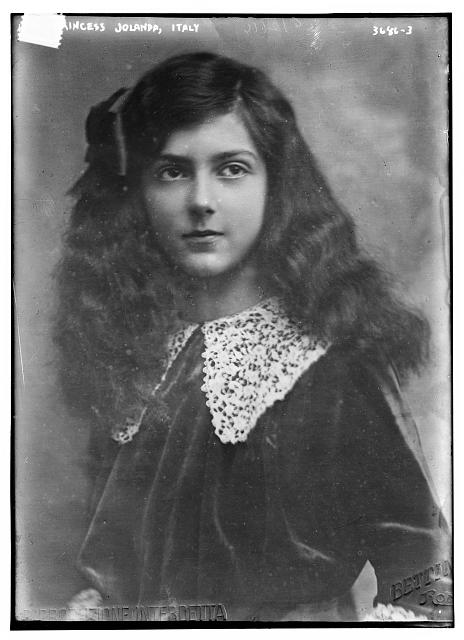
Prințesa Yolanda
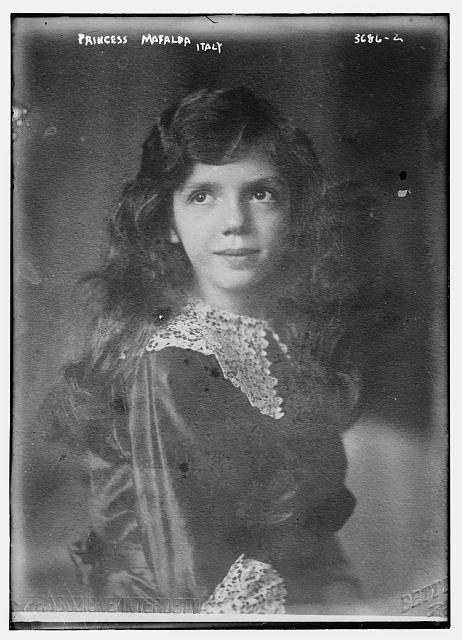
Prințesa Mafalda
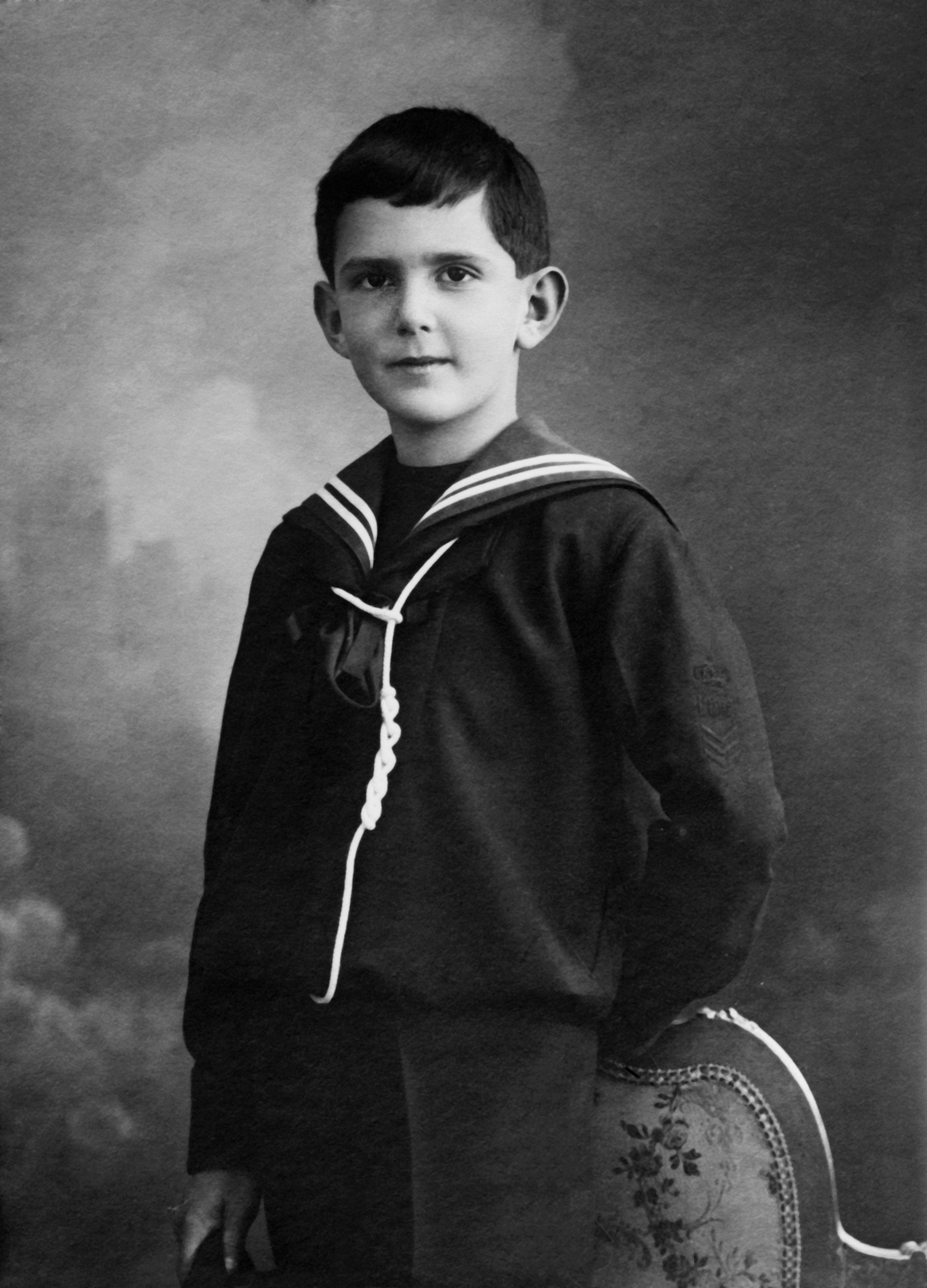
Umberto al II-lea al Italiei
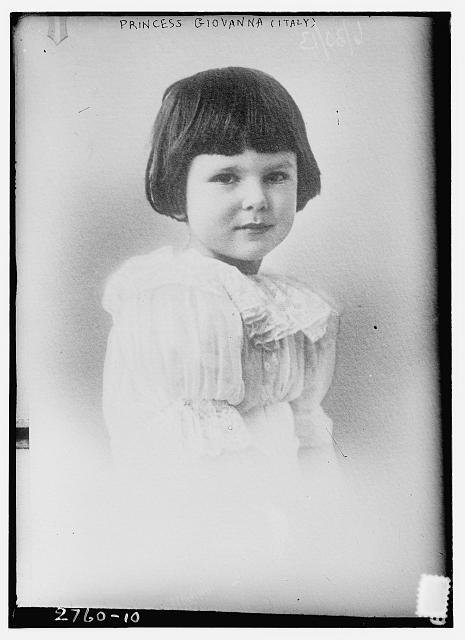
Prințesa Giovanna
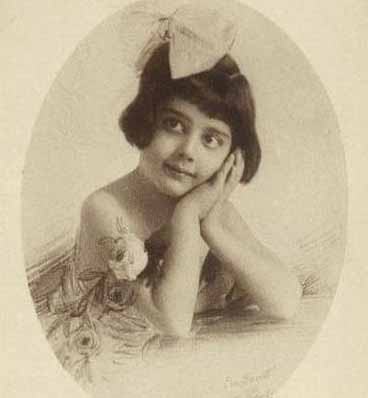
Prințesa Maria Francesca de Savoia - 17 iulie 1917